# Sękocin-Las
Sękocin-Las – osada leśna w Polsce położona w województwie mazowieckim, w powiecie pruszkowskim, w gminie Raszyn.
Osada leży przy DK7 i DW721.
W latach 1975–1998 miejscowość administracyjnie należała do województwa warszawskiego.